# Панасовка (Сумская область)
Панасовка (укр. Панасівка) — село,
Панасовский сельский совет,
Липоводолинский район,
Сумская область,
Украина.
Код КОАТУУ — 5923283801. Население по переписи 2001 года составляло 791 человек.
Является административным центром Панасовского сельского совета, в который, кроме того, входят сёла
Липовка и
Столярово.

## Географическое положение
Село Панасовка находится на берегу реки Хорол,
выше по течению на расстоянии в 0,5 км расположено село Берестовка,
ниже по течению на расстоянии в 3 км расположен пгт Липовая Долина.
По селу протекают пересыхающие ручьи с запрудами.
Через село проходит автомобильная дорога Т-1917.

## История
Село Панасовка основано во второй половине XVII века.
Накануне отмены крепостного права принадлежало поэту В. И. Туманскому, который провёл здесь заключительную часть своей жизни.

## Экономика
- «Зоря», ООО.

## Объекты социальной сферы
- Школа I—II ст.
- Дом культуры.